# Castell d'Heks
El Castell d'Heks és un castell al nucli Heks del municipi de Bèlgica d'Heers, a la província de Limburg.
Francesc Carles de Velbrück, príncep-bisbe de Lieja va encarregar-ne la construcció i l'eixample durant el seu regne de 1772 a 1784. Li va agradar el lloc bucòlic, al mig dels pujols dolces d'Haspengouw. Va fer plantar un jardí xinès i un jardí de roses. Més tard, va crear-hi un dels primers parcs paisatgístics a l'Europa continental, inspirat per l'arquitectura dels parcs anglesos.
El parc i el castell eren al centre d'un vedat, al qual va convidar sovint els seus amics i relacions. Velbrück va morir-hi el 1784.
Avui el castell pertany a la família d'Ursel. El jardí de roses va eixamplar-se, però els rosers més grans encara daten de l'època de Velbruck. Els jardins i el parc són oberts al públic cada any als segons caps de setmana dels mesos de juny i de setembre.